# Сыстеров, Филимон Андрианович
Филимон Андрианович Сыстеров — советский государственный деятель, с 7 марта 1929 по 9 января 1930 г. председатель Коми-Пермяцкого окрисполкома.
Родился 28 ноября 1889 года, коми-пермяк.
Окончил 4-классное городское училище. Работал библиотекарем в с. Егва.
С января 1919 по март 1921 года - в Красной Армии.
- апрель 1921 — июнь 1924 председатель Егвинского потребительского общества
- июнь 1924 — май 1925 — заведующий отделом агитации и пропаганды Кудымкарского РК ВКП(б)
- май 1925 — декабрь 1928 — заместитель председателя Коми-Пермяцкого окрисполкома
- с 7 марта 1929 по 9 января 1930 г. председатель Коми-Пермяцкого окрисполкома.